# Eugen Camencianu
Eugeniu (Evghenie) T. Camencianu (n. secolul al XX-lea – d. secolul al XX-lea) a fost un pilot român de aviație, as al Aviației Române din cel de-al Doilea Război Mondial.
Adjutantul stagiar av. Eugen Camencianu a fost decorat cu Ordinul Virtutea Aeronautică de război cu spade, clasa Cavaler (4 noiembrie 1941) „pentru eroismul dovedit în luptele aeriene la care a luat parte, având șapte victorii aeriene și pentru curajul arătat în cele 73 misiuni pe front” și clasa Cavaler cu prima baretă (20 februarie 1942) „pentru eroismul, curajul și vitejia arătată în luptele aeriene cu inamicul, isbutind să doboare 8 avioane bolșevice”.

## Decorații
- Ordinul „Virtutea Aeronautică” de Război cu spade, clasa Cavaler (4 noiembrie 1941)[1]
- Ordinul „Virtutea Aeronautică” de Război cu spade, clasa Cavaler cu 1 baretă (20 februarie 1942)[2]